# Кальмия узколистная
Ка́льмия узколи́стная, или Ове́чий лавр (лат. Kalmia angustifolia) — цветковое древесное растение, вид рода Кальмия (Kalmia) семейства Вересковые (Ericaceae). Распространено в Северной Америке, натурализовалось в Европе. Культивируется.

## Ботаническое описание

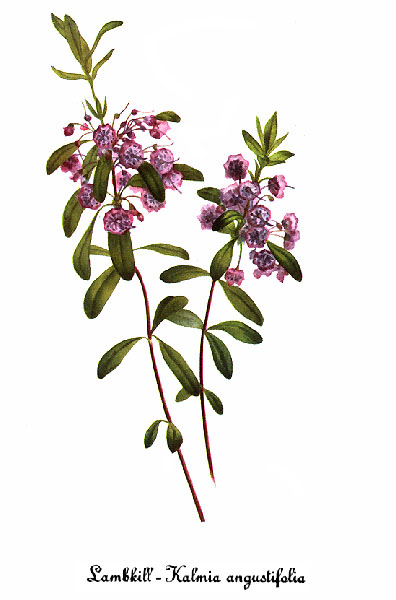
Кальмия узколистная. Ботаническая иллюстрация Мэри Во Уолкотт

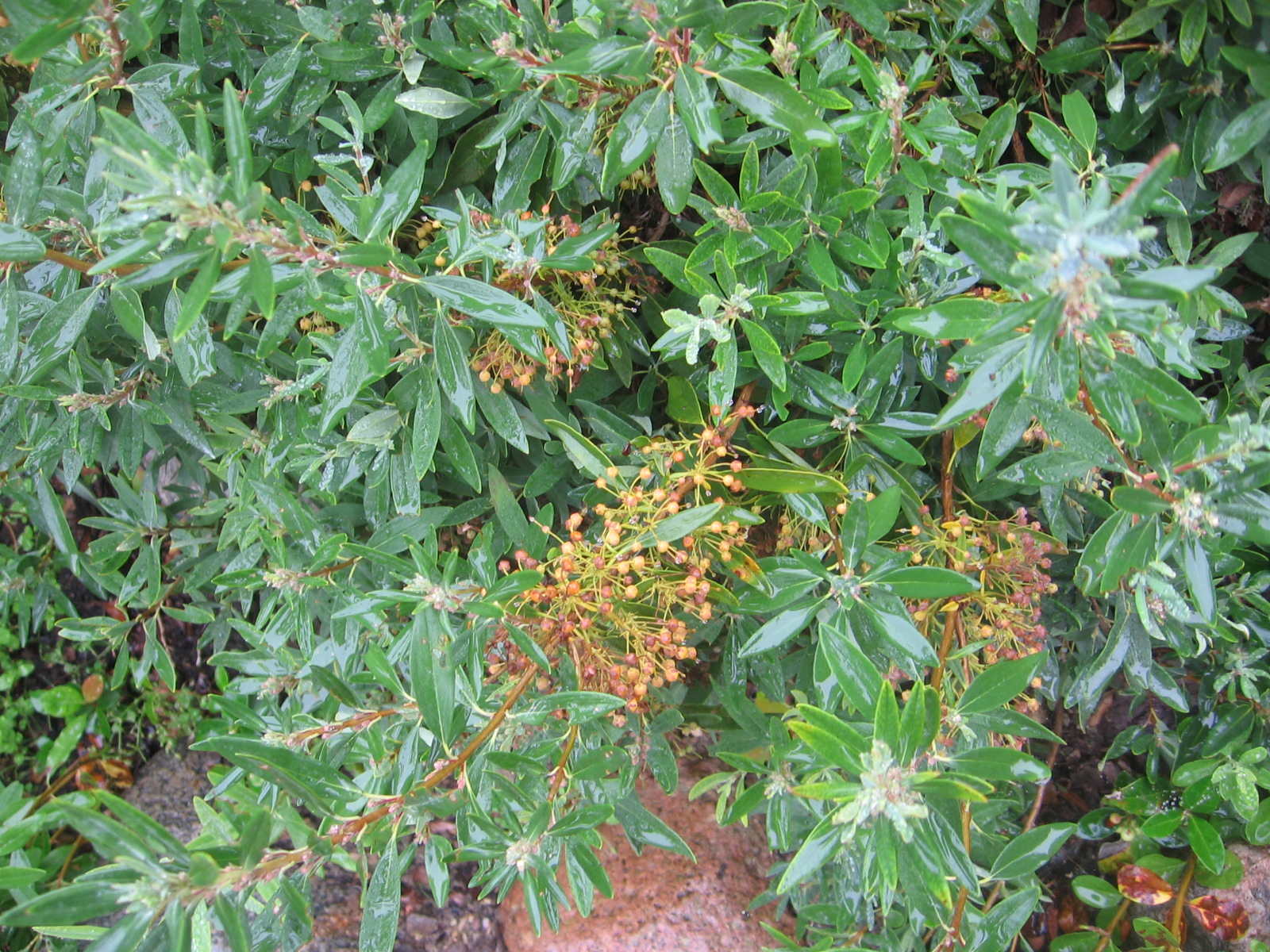
Кальмия узколистная: растение с плодами

Вечнозелёный кустарник, высота растения от 15 см до 150 см высотой. Новые побеги клейкие, иногда опушённые, появляются из спящих почек на подземных корневищах. Этот процесс стимулируется пожаром.
Листья продолговатые до эллипсоидно-ланцетовидных, цельнокрайные, бледные с обратной стороны, с лицевой стороны — с белыми волосками до 0,1 мм длиной, затем иногда оголяющиеся, располагаются на черешках до 1,5 см длиной на стебле группами (мутовками) по 3, реже супротивные или вовсе очерёдные, до 8 см длиной и до 2,5 см шириной. Особенностью кальмии узколистной является то, что мутовки листьев, а не соцветия, находятся на верхушках побегов.
Соцветия — щитковидные кисти, появляющиеся в пазухах верхних листьев, содержат 4—12 цветков. Привлекательные небольшие малиново-розовые цветки чашевидной формы, около 1,5 см в диаметре, распускаются в начале лета. Каждый имеет 5 зелёных или красноватых яйцевидных чашелистиков, венчик из 5 сросшихся почти по всей своей длине лепестков красновато-сиреневого или розового, реже голубоватого или белого цвета, с тыльной стороны опушённых. Тычинки в числе 10, 2,5—3,5 мм длиной, пестик 3,5—4,5 длиной. Цветение в июне — начале июля. Опыляются пчёлами и шмелями (энтомофилия).
Плод — пятгигнёздная железисто-опушённая коробочка, в зрелом виде коричневая, содержащая около 180 семян.

## Распространение и местообитание
Вид встречается на востоке Северной Америки от Онтарио и Квебека к югу до Вирджинии. Обычно произрастает в сухих местах, таких как канадская тайга, и может становиться доминирующим видом на больших территориях после лесного пожара или вырубки леса. Подобно другим растениям, растущим на неплодородных почвах, кальмия узколистная имеет вечнозелёные листья и вступает в симбиоз с грибами, образуя микоризу. Также встречается в сухих местах торфяных болот.
Растение, завезённое в Европу в качестве декоративного, натурализовалось в Германии и на северо-западе Великобритании.

## Значение и применение
Содержит гликозид андромедотоксин, ядовитый для диких животных и человека. Поэтому присутствие этого растения на пастбище является нежелательным (с этим связано народное название растения). Одно из американских тривиальных названий этого растения, lambkill, можно перевести как «убийца овец».
Выращивается как декоративное растение. Зимостойкость высокая, по классификации Министерства сельского хозяйства США кальмия относится к зонам 2—9, то есть пригодна для выращивания в регионах, где минимальная зимняя температура достигает от −46 до −4 °C.
Значение кальмии как медоносного растения крайне низко — указывается, что количество нектара, содержащегося в цветке родственного растения рододендрона, в 11 раз превышает его количество, добываемое пчёлами из цветка кальмии.
Как и многие кустарники семейства Вересковые, кальмия проявляет аллелопатические свойства: было показано, что всходы ели чёрной, появляющиеся в биотопах, в которых доминирующее положение занимает кальмия, обладают меньшим запасом питательных веществ и жизнеспособностью, чем проросшие вдали от этих кустов. Также у них наблюдалось гораздо меньшее число грибных симбионтов, образующих эктомикоризу.

## Таксономия
В составе вида помимо типовой разновидность выделяется ещё одна — Kalmia angustifolia var. carolina (Small) Fernald, 1937. У неё, в отличие от Kalmia angustifolia var. angustifolia, чашечка цветков с обратной стороны практически голая, а обратная сторона листа, напротив, опушена гораздо сильнее.